# Döviken (deel van) en Krångede (deel van)
Döviken (deel van) en Krångede (deel van) (Zweeds: Döviken (del av) och Krångede (del av)) is een småort in de gemeente Ragunda in het landschap Jämtland en de provincie Jämtlands län in Zweden. Het småort heeft 61 inwoners (2005) en een oppervlakte van 34 hectare. Het småort bestaat uit een deel van de plaats Döviken en een deel van de plaats Krångede. Langs het småort stroomt de rivier de Indalsälven.

## Verkeer en vervoer
Bij de plaats loopt de Riksväg 87.